# أوقات فراغ (فلم)
أوقات فراغ، فيلم مصري إنتاج عام 2006 ,وهو فيلم واقعي حديث يعد تجربة جديرة بالدراسة من جانب صناعة والمهتمين بالسينما المصرية، يتناول قضايا الشباب والمراهقين بالطبقة الغنية والمتوسطة بمصر في الوقت الحاضر، من خلال تناول قصص مجموعة من الأصدقاء.
الفيلم من تأليف وقصة وسيناريو وحوار مجموعة الشباب التي مثلت في الفيلم ومعظمهم وجوه جديدة، مما جعل البعض يتوقع عدم تحقيق الفيلم للإيرادات المتوقعة، إلا أن الفيلم حقق إيرادات جيدة وكان أغلب جمهور مشاهدينه من الشباب والمراهقين.

## قصة الفيلم
تدور أحداث الفيلم حول مجموعة من شباب الجامعة الذين يعانون من فراغ أوقاتهم منهم الغنى ومنهم الفقير ومنهم المتحرر ومنهم المتدين، وجميعهم يعيشون حياة مليئة بالاضطراب، والتأرجح ما بين اتخاذ قرار وتنفيذه ثم إلغاؤه بسرعة البرق، ويحاولون إضاعة الوقت في أشياء غير مفيدة، ويتعرض الفيلم لشريحة من طلبة الجامعات الذين يحتاجون لنظرة اهتمام من المجتمع.

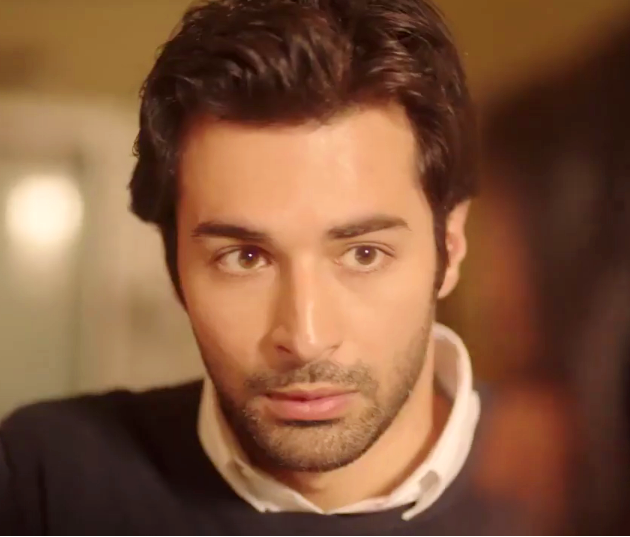
أحمد حاتم في دور حازم

## طاقم العمل

### الممثلين
- أحمد حاتم:حازم
- كريم قاسم:عمرو
- عمرو عابد: أحمد
- راندا البحيري: منة
- صفا تاج الدين: مي
- حنان يوسف: والدة أحمد
- محمد أبو داود: والدة منة
- طارق التلمساني: والد حازم
- خليل مرسي: والد أحمد
- أحمد حداد: طارق
- أحمد الحريري
- نانسي إبراهيم :أيمان
- محمد ممدوح: أخو حازم
- علياء عساف
- سلوى محمد علي

### إداريين العمل
- إخراج : محمد مصطفى
- قصة وسيناريو وحوار : محمود مقبل - عمرو جمال
- إنتاج : حسين القلا
- توزيع : الشركة العربية للإنتاج والتوزيع
- موسيقى : روبير خيري بشارة
- أغنية الفيلم : «بنلف في دواير» كلمات الشاعر عبد الرحمن الأبنودي وألحان وغناء مروان خوري

## روابط خارجية
- مقالات تستعمل روابط فنية بلا صلة مع ويكي بيانات